# Marloes Frieswijk
Marloes Frieswijk (Heerenveen, 25 maart 1996) is een Nederlandse korfbalster. Ze speelde van 2016 t/m 2019 bij het Amsterdamse AKC Blauw-Wit en van 2019 t/m 2022 bij LDODK. Daarnaast was Frieswijk ook speelster van het Nederlands korfbalteam. Per 2022 komt zij uit voor haar eerste club, SCO
Frieswijk komt uit een ware korfbalfamilie, want haar vader Evert Frieswijk speelde op het hoogste niveau bij SCO. 

## Spelerscarrière
Frieswijk begon met korfbal bij SCO. Hier speelde ze t/m 2016.

### Blauw-Wit
In 2016 stapte ze, op 20-jarige leeftijd, over naar het Amsterdamse AKC Blauw-Wit om op het hoogste Nederlandse niveau te spelen, namelijk de Korfbal League.
In haar eerste seizoen bij de club, 2016-2017 kreeg ze meteen een basisplaats in het team. Ze werd in dit seizoen meteen de topscoorder onder de dames, met 52 treffers. Blauw-Wit werd nipt 4e in de Korfbal League en plaatste zich zodoende voor de play-offs. Blauw-Wit moest in de play-off serie aantreden tegen het als nummer 1 geplaatste PKC, maar Blauw-Wit wist te stunten. Blauw-Wit won de serie en plaatste zich zodoende voor de zaalfinale in Ziggo Dome. In de finale bleek echter TOP  te sterk en Blauw-Wit verloor de eindstrijd met 22-18.
Iets later, in de veldcompetitie wist Blauw-Wit in de play-offs wel te winnen van TOP en plaatste zich zo voor de veldfinale. In de veldfinale won Blauw-Wit van het Friese LDODK met 22-12, waardoor het alsnog een prijs pakte.
In augustus 2017 speelde Blauw-Wit de Supercup, een wedstrijd tussen de Nederlandse en Belgische veldkampioen. Blauw-Wit won de wedstrijd van Kwik in de verlenging, waardoor het nog een prijs pakte.
Ook was er dit seizoen individueel succes voor Frieswijk, want zij werd in 2017 uitgeroepen tot Beste Speelster onder de 21 jaar.
In het seizoen erna, 2017-2018 had Blauw-Wit wederom een sterk seizoen. In de zaal werd de ploeg 3e. De play-offs gingen echter verloren van de uiteindelijke kampioen TOP.
In seizoen 2018-2019 lukt het allemaal niet zo goed bij Blauw-Wit. Ondanks de hoge ambities bleef de ploeg in de zaal steken op plek 6 en op het veld op plek 4.
Na drie seizoenen bij Blauw-Wit maakte ze in 2019 bekend dat ze overstapt naar het Friese LDODK.

### LDODK
In 2019 sloot Frieswijk zich aan bij het Friese LDODK. Onder coach Henk Jan Mulder speelde zij alle 17 wedstrijden van het zaalseizoen totdat de competitie vanwege COVID-19 werd stilgelegd.
LDODK stond op dat moment op plek 4, goed voor een plek in de play-offs. Helaas werden zowel de zaal- als veldcompetitie dit seizoen niet uitgespeeld.
In het seizoen 2020-2021 plaatste LDODK zich als 4e in Poule A voor de play-offs en kwamen uit tegen de nummer 1 van Poule B; Fortuna. Fortuna won de eerste wedstrijd van de best-of-3, maar LDODK de tweede. Dit was de eerste play-off overwinning in de Korfbal League geschiedenis van LDODK. Er moest een derde, beslissende wedstrijd worden gespeeld, maar LDODK verloor deze. Zodoende strandde LDODK dit zaalseizoen in de eerste play-off ronde.
In het volgende seizoen, 2021-2022 was aan het begin van seizoen Dico Dik de nieuwe hoofdcoach bij de ploeg. Onder zijn leiding deed LDODK het wat matig. De club greep al in december 2021 in en zette Dik op non actief. Gerald Aukes werd ad interim aangesteld als coach om het seizoen af te maken. Aan het eind van de eerste competitiefase had LDODK 10 punten uit 10 wedstrijden, wat voldoende was om zich te plaatsen voor de kampioenspoule. Tot de laatste speelronde maakte LDODK aanspraak op het laatste play-off ticket, maar toch ging het mis. LDODK werd 5e in de kampioenspoule, waardoor het net de play-offs mis liep.

### Retour bij SCO
Frieswijk keert voor seizoen 2022-2023 terug bij SCO, waar ze haar korfbalcarrière begon. Ze was voorafgaand aan dit seizoen niet de enige versterking voor SCO, want ook Pascal Frieswijk, Melvin Frieswijk en Kim van Dalen keerden voor dit seizoen terug.
Seizoen 2024-2025 was haar laatste seizoen bij SCO. Ze stopte hier in 2025 vanwege haar zwangerschap.

## Erelijst
- Nederlands kampioen veldkorfbal, 1x (2017)
- Supercup kampioen veldkorfbal, 1x (2017)
- Beste Speelster onder 21, 1x (2017)

## Oranje
Sinds 2018 is Frieswijk een onderdeel van Oranje. Haar eerste grote toernooi namens Team NL is het WK van 2019. Ze won hier goud.
In 2021 werd Frieswijk verwijderd uit de nationale selectie. Haar plek werd opgevuld door Sanne van der Werff.